# Pimpinella physotrichioides
Pimpinella physotrichioides är en flockblommig växtart som beskrevs av C.Norman. Pimpinella physotrichioides ingår i släktet bockrötter, och familjen flockblommiga växter. Inga underarter finns listade i Catalogue of Life.